# Challenge européen 2017-2018
Navigation
Challenge européen 2016-2017 Challenge européen 2018-2019
Le Challenge européen de rugby à XV 2017-2018, appelé également European Rugby Challenge Cup ou ERCC2, oppose pour la saison 2017-2018 vingt équipes européennes de rugby à XV. La compétition est organisée en deux phases successives. Une première phase de poules se déroule en matchs aller-retour à la fin de laquelle sont issues les cinq équipes ayant terminé en tête de leur groupe ainsi que les trois meilleures formations classées deuxièmes. La compétition se poursuit par une phase à élimination directe à partir des quarts de finale.

## Présentation

### Équipes en compétition
| - Newcastle Falcons - Gloucester Rugby - Sale Sharks - Worcester Warriors - London Irish (RFU Championship) | - Stade français Paris (Challenge européen) - CA Brive - Section paloise - Lyon OU - Union Bordeaux Bègles - Stade toulousain - US Oyonnax (Pro D2) - SU Agen | - Cardiff Blues - Connacht Rugby - Édimbourg Rugby - Dragons - Zebre | - Krasny Iar - Ienisseï-STM |

### Tirage au sort
Le tirage a lieu le 8 juin 2017 au Théâtre du Passage à Neuchâtel. Les équipes sont placées dans quatre chapeaux selon leur résultat en phase finale et soumises à un tirage au sort.
Les quatre chapeaux pour le tirage des poules de la Challenge Cup 2017-2018 :
| Chapeau 1            | Chapeau 2       | Chapeau 3             | Chapeau 4        |
| -------------------- | --------------- | --------------------- | ---------------- |
| Newcastle Falcons    | Sale Sharks     | London Irish          | Stade toulousain |
| Cardiff Blues        | Édimbourg Rugby | Zebre                 | US Oyonnax       |
| Stade français Paris | Section paloise | Union Bordeaux Bègles | SU Agen          |
| CA Brive             | Connacht Rugby  | Lyon OU               | Ienisseï-STM     |
| Gloucester Rugby     | Dragons         | Worcester Warriors    | Krasny Iar       |

### Format
Les formations s'affrontent dans une première phase de groupes en matchs « aller/retour » (six matchs pour chacune des équipes soit douze rencontres par groupe). Quatre points sont accordés pour une victoire et deux pour un nul. De plus, un point de bonus est accordé par match aux équipes qui inscrivent au moins quatre essais et un point de bonus est octroyé au club perdant un match par sept points d'écart ou moins. Les vainqueurs de chaque poule ainsi que les 3 meilleurs deuxièmes participent aux quarts de finale. Les 4 meilleurs premiers de la compétition sont classés de 1 à 4 et reçoivent en quart de finale.

## BarrageCoupe d'Europe de rugby à XV/Challenge européen
Le tournoi de barrage débute par deux matchs, l'un entre le club classé septième du championnat anglais et le deuxième club non qualifié de Ligue celtique sur le terrain du club anglais, l'autre entre le club classé septième du championnat français et le premier club non qualifié de Ligue celtique sur le terrain du club français. Les vainqueurs se rencontrent ensuite chez le vainqueur du premier barrage cité précédemment. Au cas où un club non directement qualifié via son championnat remporterait le Challenge européen 2016-2017, il prendrait la place de barragiste du club de son championnat. Le vainqueur de ces barrages se qualifie pour la Coupe d'Europe 2017-2018 tandis que les trois autres équipes sont reversées dans le Challenge européen 2017-2018.

### 1ertour
| 19 mai 2017 18 h 00 | Stade français Paris | 46 - 21 (10 - 14) | Cardiff Blues                                                                               | Stade Jean-Bouin, Paris 4 767 spectateurs Arbitre : Greg Garner |
| 19 mai 2017 18 h 00 | Essai(s) : 7 Vuidravuwalu (30e), Melikidze (41e), De Giovanni (49e), Macalou (58e, 66e), Panis (69e), Daguin (74e) Transformation(s) : 4 Steyn (31e, 42e, 51e, 67e) Pénalité(s) : 1 Steyn (9e) |                   | Essai(s) : 3 Cook (20e, 61e), Williams (23e) Transformation(s) : 3 Anscombe (21e, 24e, 62e) | Stade Jean-Bouin, Paris 4 767 spectateurs Arbitre : Greg Garner |
| 19 mai 2017 18 h 00 | |                   |                                                                                             | Stade Jean-Bouin, Paris 4 767 spectateurs Arbitre : Greg Garner |

| 20 mai 2017 16 h 00 | Northampton Saints | 21 - 15 (13 - 10) | Connacht Rugby | Franklin's Gardens, Northampton 9 561 spectateurs Arbitre : Mathieu Raynal |
| 20 mai 2017 16 h 00 | Essai(s) : 2 Mallinder (1re), Groom (56e) Transformation(s) : 1 Mallinder (2e) Pénalité(s) : 3 Mallinder (15e, 23e, 70e) Carton(s) jaune(s) : 1 Gibson (77e) |                   | Essai(s) : 2 Adeolokun (4e), Heffernan (61e) Transformation(s) : 1 Ronaldson (4e) Pénalité(s) : 1 Ronaldson (28e) | Franklin's Gardens, Northampton 9 561 spectateurs Arbitre : Mathieu Raynal |
| 20 mai 2017 16 h 00 | |                   | | Franklin's Gardens, Northampton 9 561 spectateurs Arbitre : Mathieu Raynal |

### 2etour
| 26 mai 2017 20 h 45 | Northampton Saints | 23 - 22 (9 - 22) | Stade français Paris | Franklin's Gardens, Northampton 13 450 spectateurs Arbitre : John Lacey |
| 26 mai 2017 20 h 45 | Essai(s) : 2 Foden (46e), Tuala (73e) Transformation(s) : 2 Mallinder (46e, 73e) Pénalité(s) : 3 Mallinder (20e, 30e, 40e) Carton(s) jaune(s) : 1 Hutchinson (63e) Carton(s) rouge(s) : 1 Wood (64e) |                  | Essai(s) : 3 Vuidravuwalu (4e), Sinzelle (23e), Camara (35e) Transformation(s) : 2 Plisson (4e, 35e) Pénalité(s) : 1 Plisson (8e) Carton(s) jaune(s) : 1 Bonfils (42e) | Franklin's Gardens, Northampton 13 450 spectateurs Arbitre : John Lacey |
| 26 mai 2017 20 h 45 | |                  | | Franklin's Gardens, Northampton 13 450 spectateurs Arbitre : John Lacey |

## Phase de poules

### Notations et règles de classement
Dans les tableaux de classement suivants, les couleurs signifient :
|  | Qualifié pour les quarts de finale.     |
|  | Qualifié en tant que meilleur deuxième. |
|  | T : tenant du titre 2017                |

Attribution des points : victoire sur tapis vert : 5 points, victoire : 4, match nul : 2, forfait : -2 ; bonus : 1 (offensif : au moins quatre essais marqués et/ou défensif : défaite par sept points d'écart ou moins).
Départage des équipes:
- équipes dans des poules différentes : 1/ points classement ; 2/ différence de points ; 3/ nombre d'essais marqués ; 4/ plus bas nombre de joueurs suspendus/expulsés pour incident ; 5/ tirage au sort.

### Poule 1

#### Classement
| Rang | Équipe                | J | V | N | D | Em | Ee | Bo | Bd | Pm  | Pe  | Diff | Pts |
| ---- | --------------------- | - | - | - | - | -- | -- | -- | -- | --- | --- | ---- | --- |
| 1    | Newcastle Falcons     | 6 | 6 | 0 | 0 | 33 | 15 | 4  | 0  | 229 | 122 | +107 | 28  |
| 2    | Dragons               | 6 | 3 | 0 | 3 | 16 | 15 | 2  | 2  | 156 | 133 | +23  | 16  |
| 3    | Union Bordeaux Bègles | 6 | 3 | 0 | 3 | 24 | 19 | 3  | 1  | 190 | 178 | +12  | 16  |
| 4    | Enisey-STM            | 6 | 0 | 0 | 6 | 12 | 36 | 0  | 1  | 91  | 233 | -142 | 1   |

### Poule 2

#### Classement
| Rang | Équipe           | J | V | N | D | Em | Ee | Bo | Bd | Pm  | Pe  | Diff | Pts |
| ---- | ---------------- | - | - | - | - | -- | -- | -- | -- | --- | --- | ---- | --- |
| 1    | Cardiff Blues    | 6 | 5 | 0 | 1 | 9  | 8  | 1  | 0  | 99  | 95  | +4   | 21  |
| 2    | Stade toulousain | 6 | 2 | 1 | 3 | 10 | 10 | 2  | 2  | 117 | 120 | -3   | 14  |
| 3    | Sale Sharks      | 6 | 2 | 1 | 3 | 9  | 7  | 0  | 2  | 110 | 102 | +8   | 12  |
| 4    | Lyon OU          | 6 | 2 | 0 | 4 | 11 | 14 | 0  | 3  | 121 | 130 | -9   | 11  |

### Poule 3

#### Classement
| Rang | Équipe           | J | V | N | D | Em | Ee | Bo | Bd | Pm  | Pe  | Diff | Pts |
| ---- | ---------------- | - | - | - | - | -- | -- | -- | -- | --- | --- | ---- | --- |
| 1    | Section paloise  | 6 | 6 | 0 | 0 | 28 | 16 | 5  | 0  | 207 | 125 | +82  | 29  |
| 2    | Gloucester Rugby | 6 | 4 | 0 | 2 | 37 | 18 | 4  | 1  | 253 | 139 | +114 | 21  |
| 3    | Zebre            | 6 | 1 | 0 | 5 | 12 | 34 | 2  | 2  | 133 | 257 | -124 | 8   |
| 4    | SU Agen          | 6 | 1 | 0 | 5 | 17 | 26 | 2  | 0  | 148 | 220 | -72  | 6   |

### Poule 4

#### Classement
| Rang | Équipe                   | J | V | N | D | Em | Ee | Bo | Bd | Pm  | Pe  | Diff | Pts |
| ---- | ------------------------ | - | - | - | - | -- | -- | -- | -- | --- | --- | ---- | --- |
| 1    | Édimbourg Rugby          | 6 | 5 | 0 | 1 | 38 | 9  | 4  | 1  | 282 | 98  | +184 | 25  |
| 2    | Stade français Paris (T) | 6 | 3 | 0 | 3 | 18 | 19 | 3  | 2  | 151 | 166 | -15  | 17  |
| 3    | London Irish             | 6 | 3 | 0 | 3 | 20 | 20 | 3  | 1  | 169 | 154 | +15  | 16  |
| 4    | Krasny Yar               | 6 | 1 | 0 | 5 | 11 | 39 | 1  | 1  | 106 | 290 | -184 | 6   |

### Poule 5

#### Classement
| Rang | Équipe             | J | V | N | D | Em | Ee | Bo | Bd | Pm  | Pe  | Diff | Pts |
| ---- | ------------------ | - | - | - | - | -- | -- | -- | -- | --- | --- | ---- | --- |
| 1    | Connacht           | 6 | 5 | 1 | 0 | 21 | 13 | 4  | 0  | 225 | 102 | +123 | 26  |
| 2    | CA Brive           | 6 | 3 | 0 | 3 | 18 | 18 | 4  | 1  | 161 | 162 | -1   | 17  |
| 3    | Worcester Warriors | 6 | 2 | 1 | 3 | 15 | 12 | 3  | 2  | 124 | 133 | -9   | 15  |
| 4    | US Oyonnax         | 6 | 1 | 0 | 5 | 9  | 20 | 0  | 0  | 102 | 215 | -113 | 4   |

## Phase finale
Les cinq premières équipes ainsi que les trois meilleures deuxièmes sont qualifiées pour les quarts de finale. Elles sont classées dans l'ordre suivant pour obtenir le tableau des quarts de finale : les vainqueurs de poule sont classées de 1 à 5 en fonction du nombre de points de classement obtenus ; les quatre meilleures premières de poule sont classées de 1 à 4 et reçoivent en quart de finale.
Les équipes sont départagées selon les critères suivants :
- plus grand nombre de points de classement ;
- meilleure différence de points ;
- plus grand nombre d'essais marqués.

| Rang | Clubs             | Matchs joués | Points de clt | Différence de points | Essais marqués |
| ---- | ----------------- | ------------ | ------------- | -------------------- | -------------- |
| 1    | Section paloise   | 6            | 29            | +82                  | 28             |
| 2    | Newcastle Falcons | 6            | 28            | +107                 | 33             |
| 3    | Connacht Rugby    | 6            | 26            | +127                 | 26             |
| 4    | Édimbourg Rugby   | 6            | 25            | +184                 | 38             |
| 5    | Cardiff Blues     | 6            | 21            | +4                   | 9              |
| 6    | Gloucester Rugby  | 6            | 22            | +114                 | 37             |
| 7    | CA Brive          | 6            | 17            | -1                   | 24             |
| 8    | Stade français    | 6            | 17            | -15                  | 15             |

### Tableau final
|  | Quarts de finale                                   | Quarts de finale                                   |                  |    | Demi-finales                                    | Demi-finales                                    |  |  | Finale                                    | Finale                                    |
|  | Quarts de finale                                   | Quarts de finale                                   |                  |    | Demi-finales                                    | Demi-finales                                    |  |  | Finale                                    | Finale                                    |
|  |                                                    |                                                    |                  |    |                                                 |                                                 |  |  |                                           |                                           |
|  | le 31 mars 2018 au Murrayfield Stadium à Édimbourg | le 31 mars 2018 au Murrayfield Stadium à Édimbourg |                  |    | le 21 avril 2018 au Cardiff Arms Park à Cardiff | le 21 avril 2018 au Cardiff Arms Park à Cardiff |  |  | le 11 mai 2018 au stade San Mamés, Bilbao | le 11 mai 2018 au stade San Mamés, Bilbao |
|  | le 31 mars 2018 au Murrayfield Stadium à Édimbourg | le 31 mars 2018 au Murrayfield Stadium à Édimbourg |                  |    | le 21 avril 2018 au Cardiff Arms Park à Cardiff | le 21 avril 2018 au Cardiff Arms Park à Cardiff |  |  | le 11 mai 2018 au stade San Mamés, Bilbao | le 11 mai 2018 au stade San Mamés, Bilbao |
|  | Édimbourg Rugby                                    | 6                                                  |                  |    | le 21 avril 2018 au Cardiff Arms Park à Cardiff | le 21 avril 2018 au Cardiff Arms Park à Cardiff |  |  | le 11 mai 2018 au stade San Mamés, Bilbao | le 11 mai 2018 au stade San Mamés, Bilbao |
|  | Édimbourg Rugby                                    | 6                                                  |                  |    | le 21 avril 2018 au Cardiff Arms Park à Cardiff | le 21 avril 2018 au Cardiff Arms Park à Cardiff |  |  | le 11 mai 2018 au stade San Mamés, Bilbao | le 11 mai 2018 au stade San Mamés, Bilbao |
|  | Cardiff Blues                                      | 20                                                 |                  |    | le 21 avril 2018 au Cardiff Arms Park à Cardiff | le 21 avril 2018 au Cardiff Arms Park à Cardiff |  |  | le 11 mai 2018 au stade San Mamés, Bilbao | le 11 mai 2018 au stade San Mamés, Bilbao |
|  | Cardiff Blues                                      | 20                                                 | Cardiff Blues    | 16 |                                                 |                                                 |  |  | le 11 mai 2018 au stade San Mamés, Bilbao | le 11 mai 2018 au stade San Mamés, Bilbao |
|  | le 30 mars 2018 au stade du Hameau à Pau           |                                                    | Cardiff Blues    | 16 |                                                 |                                                 |  |  | le 11 mai 2018 au stade San Mamés, Bilbao | le 11 mai 2018 au stade San Mamés, Bilbao |
|  |                                                    | Section paloise                                    | 10               |    |                                                 |                                                 |  |  | le 11 mai 2018 au stade San Mamés, Bilbao | le 11 mai 2018 au stade San Mamés, Bilbao |
|  | Section paloise                                    | Section paloise                                    | 10               | 35 |                                                 |                                                 |  |  | le 11 mai 2018 au stade San Mamés, Bilbao | le 11 mai 2018 au stade San Mamés, Bilbao |
|  | Section paloise                                    |                                                    |                  | 35 |                                                 |                                                 |  |  | le 11 mai 2018 au stade San Mamés, Bilbao | le 11 mai 2018 au stade San Mamés, Bilbao |
|  | Stade français Paris                               | 32                                                 |                  |    |                                                 |                                                 |  |  | le 11 mai 2018 au stade San Mamés, Bilbao | le 11 mai 2018 au stade San Mamés, Bilbao |
|  | Stade français Paris                               | 32                                                 | Cardiff Blues    | 31 |                                                 |                                                 |  |  |                                           |                                           |
|  | le 31 mars 2018 au Galway Sportsground à Galway    |                                                    | Cardiff Blues    | 31 |                                                 |                                                 |  |  |                                           |                                           |
|  |                                                    | Gloucester Rugby                                   | 30               |    |                                                 |                                                 |  |  |                                           |                                           |
|  | Connacht Rugby                                     | Gloucester Rugby                                   | 30               | 28 |                                                 |                                                 |  |  |                                           |                                           |
|  | Connacht Rugby                                     | le 20 avril 2018 au Kingsholm Stadium à Gloucester |                  | 28 |                                                 |                                                 |  |  |                                           |                                           |
|  | Gloucester Rugby                                   | 33                                                 |                  |    |                                                 |                                                 |  |  |                                           |                                           |
|  | Gloucester Rugby                                   | 33                                                 | Gloucester Rugby | 33 |                                                 |                                                 |  |  |                                           |                                           |
|  | le 30 mars 2018 au Kingston Park à Newcastle       |                                                    | Gloucester Rugby | 33 |                                                 |                                                 |  |  |                                           |                                           |
|  |                                                    | Newcastle Falcons                                  | 12               |    |                                                 |                                                 |  |  |                                           |                                           |
|  | Newcastle Falcons                                  | Newcastle Falcons                                  | 12               | 25 |                                                 |                                                 |  |  |                                           |                                           |
|  | Newcastle Falcons                                  |                                                    |                  | 25 |                                                 |                                                 |  |  |                                           |                                           |
|  | CA Brive                                           | 10                                                 |                  |    |                                                 |                                                 |  |  |                                           |                                           |
|  | CA Brive                                           | 10                                                 |                  |    |                                                 |                                                 |  |  |                                           |                                           |

### Quarts de finale
| 30 mars 2018 21 h 00 | Section paloise | 35 - 32 (27 - 14) | Stade français Paris | Stade du Hameau, Pau Arbitre : JP Doyle |
| 30 mars 2018 21 h 00 | Essai(s) : 4 Vatubua (4e), Stanley (22e), Daubagna (37e), Lespiaucq (52e) Transformation(s) : 3 Taylor (5e, 23e, 38e) Pénalité(s) : 3 Taylor (16e, 31e, 74e) |                   | Essai(s) : Daguin (6e), Francoz (40e+3), Camara (43e), O'Connor (78e) Transformation(s) : Plisson (6e, 40e+4, 44e) Pénalité(s) : Plisson (42e, 59e) | Stade du Hameau, Pau Arbitre : JP Doyle |
| 30 mars 2018 21 h 00 | |                   | | Stade du Hameau, Pau Arbitre : JP Doyle |

| 30 mars 2018 21 h 00 | Newcastle Falcons | 25 - 10 (12 - 10) | CA Brive                                                                         | Kingston Park, Newcastle Arbitre : John Lacey |
| 30 mars 2018 21 h 00 | Essai(s) : 4 Wilson (17e), Kibirige (23e), Tait (58e, 67e) Transformation(s) : 1 Flood (18e) Pénalité(s) : 1 Hodgson (80e+1) |                   | Essai(s) : Herjean (27e) Transformation(s) : Bézy (28e) Pénalité(s) : Bézy (22e) | Kingston Park, Newcastle Arbitre : John Lacey |
| 30 mars 2018 21 h 00 | |                   |                                                                                  | Kingston Park, Newcastle Arbitre : John Lacey |

| 31 mars 2018 14 h 00 | Connacht Rugby | 28 - 33 (10 - 17) | Gloucester Rugby | Galway Sportsground, Galway Arbitre : Romain Poite |
| 31 mars 2018 14 h 00 | Essai(s) : 4 Marmion (7e), Aki (19e), Adeolokun (45e), Healy (70e) Transformation(s) : 1 Ronaldson (71e) Pénalité(s) : 2 Carty (49e), Ronaldson (67e) Carton(s) jaune(s) : 1 Butler (77e) |                   | Essai(s) : 4 Hanson (3e), Marshall (26e), Trinder (37e), Afoa (55e) Transformation(s) : 2 Williams (38e, 57e) Pénalité(s) : 3 Williams (42e, 63e), Twelvetrees (77e) Carton(s) jaune(s) : 2 Morgan (25e), Ludlow (67e) | Galway Sportsground, Galway Arbitre : Romain Poite |
| 31 mars 2018 14 h 00 | |                   | | Galway Sportsground, Galway Arbitre : Romain Poite |

| 31 mars 2018 18 h 45 | Édimbourg Rugby                               | 6 - 20 (3 - 14) | Cardiff Blues | Murrayfield Stadium, Édimbourg Arbitre : Mathieu Raynal |
| 31 mars 2018 18 h 45 | Transformation(s) : 2 van der Walt (18e, 48e) |                 | Essai(s) : 2 Jenkins (21e), Scully (29e) Transformation(s) : 2 Evans (22e, 31e) Pénalité(s) : 2 Evans (50e, 65e) Carton(s) jaune(s) : 1 Jenkins (66e) | Murrayfield Stadium, Édimbourg Arbitre : Mathieu Raynal |
| 31 mars 2018 18 h 45 |                                               |                 | | Murrayfield Stadium, Édimbourg Arbitre : Mathieu Raynal |

### Demi-finales
| 21 avril 2018 14 h 00 | Cardiff Blues                                                                                     | 16 - 10 (13 - 10) | Section paloise                                                                          | Cardiff Arms Park, Cardiff 12 125 spectateurs Arbitre : John Lacey |
| 21 avril 2018 14 h 00 | Essai(s) : 1 Anscombe (6e) Transformation(s) : 1 Evans (6e) Pénalité(s) : 3 Evans (23e, 38e, 73e) |                   | Essai(s) : 1 Smith (19e) Transformation(s) : 1 Taylor (20e) Pénalité(s) : 1 Taylor (34e) | Cardiff Arms Park, Cardiff 12 125 spectateurs Arbitre : John Lacey |
| 21 avril 2018 14 h 00 |                                                                                                   |                   |                                                                                          | Cardiff Arms Park, Cardiff 12 125 spectateurs Arbitre : John Lacey |

| 20 avril 2018 20 h 45 | Gloucester Rugby | 33 - 12 (15 - 5) | Newcastle Falcons                                                      | Kingsholm Stadium, Gloucester 10 857 spectateurs Arbitre : Pascal Gaüzère |
| 20 avril 2018 20 h 45 | Essai(s) : 4 Marshall (20e), Matu'u (40e+1), Burns (46e), Vellacott (74e) Transformation(s) : 2 Twelvetrees (40e+3, 75e) Pénalité(s) : 3 Twelvtrees (26e, 58e, 68e) |                  | Essai(s) : 2 Lawson (8e, 53e) Transformation(s) : 1 Hodgson (en) (54e) | Kingsholm Stadium, Gloucester 10 857 spectateurs Arbitre : Pascal Gaüzère |
| 20 avril 2018 20 h 45 | |                  |                                                                        | Kingsholm Stadium, Gloucester 10 857 spectateurs Arbitre : Pascal Gaüzère |

### Finale
| 11 mai 2018 21 h 00 | Cardiff Blues | 31 - 30 (6 - 20) | Gloucester Rugby | Stade San Mamés, Bilbao 32 543 spectateurs Arbitre : Jérôme Garcès |
| 11 mai 2018 21 h 00 | Essai(s) : 3 T. Williams (41e), Smith (54e), Scully (75e) Transformation(s) : 2 Evans (41e, 55e) Pénalité(s) : 4 Evans (4e, 15e, 50e), Anscombe (78e) |                  | Essai(s) : 3 Trinder (8e), Atkinson (37e), Hanson (58e) Transformation(s) : 3 Twelvetrees (9e, 38e, 59e) Pénalité(s) : 3 Twelvetrees (26e, 40e+1, 62e) Carton(s) jaune(s) : 1 Ludlow (74e) | Stade San Mamés, Bilbao 32 543 spectateurs Arbitre : Jérôme Garcès |
| 11 mai 2018 21 h 00 | |                  | | Stade San Mamés, Bilbao 32 543 spectateurs Arbitre : Jérôme Garcès |

| Cardiff Blues Titulaires Gareth Anscombe 15 Owen Lane 14 Rey Lee-Lo 13 Willis Halaholo 12 Blaine Scully 11 Jarrod Evans 10 Tomos Williams 9 Nick Williams 8 Josh Navidi 7 Josh Turnbull 6 Seb Davies 5 Ellis Jenkins 4 Rhys Gill 3 Kristian Dacey 2 Taufa'ao Filise 1 Remplaçants Kirby Myhill 16 Brad Thyer 17 Scott Andrews 18 Damian Welch 19 Olly Robinson 20 Lloyd Williams 21 Garyn Smith 22 Matthew Morgan 23 Entraîneur Danny Wilson |  |  |  | Gloucester Rugby Titulaires 15 Jason Woodward 14 Tom Marshall 13 Billy Twelvetrees 12 Mark Atkinson 11 Henry Trinder 10 Billy Burns 9 Callum Braley 8 Ruan Ackermann 7 Lewis Ludlow 6 Jake Polledri 5 Mariano Galarza 4 Ed Slater 3 John Afoa 2 James Hanson 1 Josh Hohneck Remplaçants 16 Motu Matu'u 17 Val Rapava-Ruskin 18 Fraser Balmain 19 Ben Morgan 20 Freddie Clarke 21 Ben Vellacott 22 Andy Symons 23 James Hudson Entraîneur Johan Ackermann |

## Statistiques

### Meilleurs réalisateurs
| Rang | Joueur            | Club                  | Essais | Transf. | Pén. | Drops | Points de clt. |
| ---- | ----------------- | --------------------- | ------ | ------- | ---- | ----- | -------------- |
| 1    | Jack Carty        | Connacht              | 2      | 11      | 8    | 0     | 56             |
| -    | Jarrod Evans      | Cardiff Blues         | 0      | 13      | 10   | 0     | 56             |
| 3    | Owen Williams     | Gloucester Rugby      | 2      | 18      | 3    | 0     | 55             |
| 4    | Billy Twelvetrees | Gloucester Rugby      | 0      | 14      | 8    | 0     | 52             |
| 5    | Adam Radwan       | Newcastle Falcons     | 10     | 0       | 0    | 0     | 50             |
| 6    | Sam Hidalgo-Clyne | Edinburgh Rugby       | 2      | 9       | 7    | 0     | 49             |
| 6    | Blair Kinghorn    | Edinburgh Rugby       | 5      | 12      | 0    | 0     | 49             |
| 8    | Matt Healy        | Connacht              | 9      | 0       | 0    | 0     | 45             |
| 9    | Matthieu Jalibert | Union Bordeaux Bègles | 3      | 10      | 3    | 0     | 44             |
| -    | Toby Flood        | Newcastle Falcons     | 2      | 14      | 2    | 0     | 44             |

### Meilleurs marqueurs
| Rang | Joueur                  | Club                  | Essais |
| ---- | ----------------------- | --------------------- | ------ |
| 1    | Adam Radwan             | Newcastle Falcons     | 10     |
| 2    | Matt Healy              | Connacht              | 9      |
| 3    | Ollie Thorley           | Gloucester Rugby      | 6      |
| 4    | Niyi Adeolokun          | Connacht              | 5      |
| -    | Blair Kinghorn          | Edinburgh Rugby       | 5      |
| 6    | Tomos Williams          | Cardiff Blues         | 4      |
| -    | Solomoni Junior Rasolea | Edinburgh Rugby       | 4      |
| -    | Henry Purdy             | Gloucester Rugby      | 4      |
| -    | Ben Vellacott           | Gloucester Rugby      | 4      |
| -    | Geoffrey Cros           | Union Bordeaux Bègles | 4      |
| -    | Theo Brophy Clews       | London Irish          | 4      |